# Nhà Ghur
Nhà Ghur hay Ghor (tiếng Ba Tư: سلسله غوریان; tự gọi là: شنسباني, Shansabānī) là một triều đại có xuất xứ từ miền đông Iran (có lẽ là gốc Tajik, nhưng không biết chính xác), từ vùng Ghor thuộc miền trung Afghanistan ngày nay. Đây là một triều đại vốn theo đạo Phật nhưng về sau lại cải sang Hồi giáo dòng Sunni sau khi hoàng đế Mahmud của Ghazni nhà Ghaznavi chiếm vùng Ghor. Abu Ali ibn Muhammad (cai trị từ 1011-1035) là vị vua theo Hồi giáo đầu tiên của nhà Ghor cho xây dựng thánh đường cũng như trường Hồi giáo tại Ghor.
Nhà Ghor lật đổ đế quốc Ghaznavi vào năm 1186 khi mà Sultan Mu'izz ad-Din Muhammad của Ghor chiếm được kinh đô Lahore của Ghaznavi. Tại đỉnh điểm của mình, cương thổ của nhà Ghur trải dài từ vùng Khorasan ở phía tây tới miền bắc Ấn Độ và vùng Bengal ở phía đông. Kinh đô đầu tiên của họ là Firozkoh ở Mandesh và được thay đổi bởi Herat và sau đó là Ghazni còn Lahore được sử dụng là kinh đô phụ, được sử dụng chủ yếu vào mùa đông. Các vua nhà Ghur còn là người bảo trợ của di sản cũng như văn hóa Ba Tư.
Nhà Ghur được kế tục bởi nhà Khwarezm-Shah ở vùng Khorasan và Ba Tư và bởi Nhà Delhi của người Mamluk ở Bắc Ấn Độ

## Ảnh hưởng văn hóa

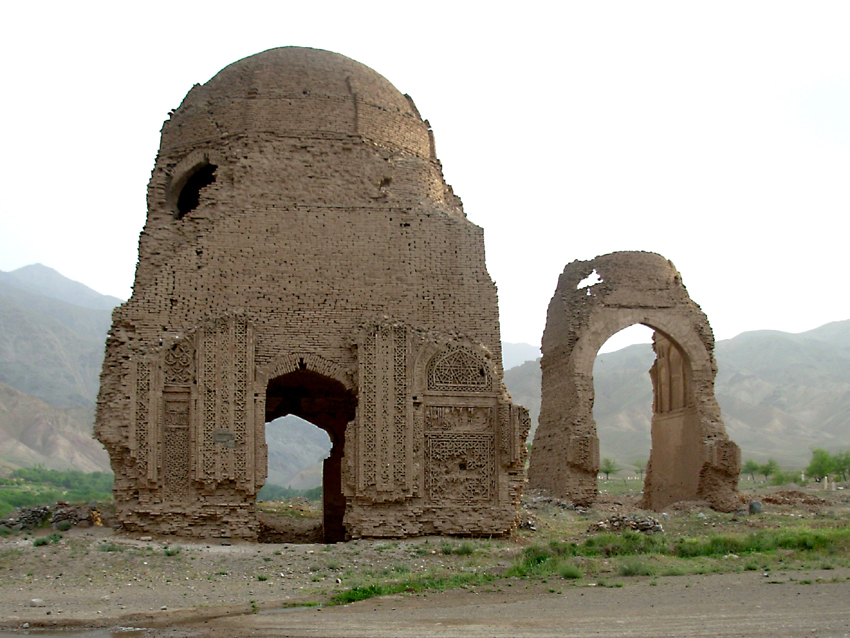
Hai lăng tẩm ở Chisht (Lăng phía tây được xây năm 1167)
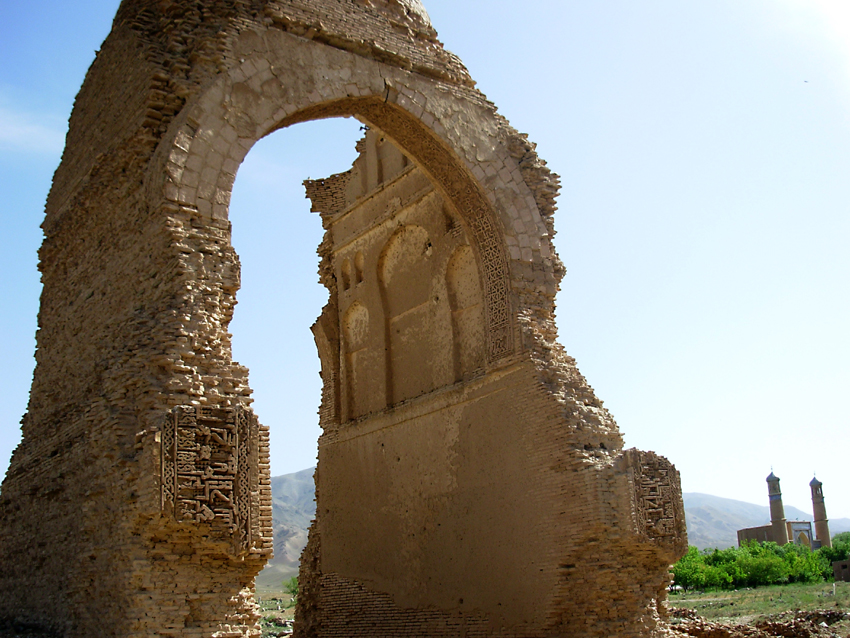
Lăng phía đông của Chisht (xây 1194)
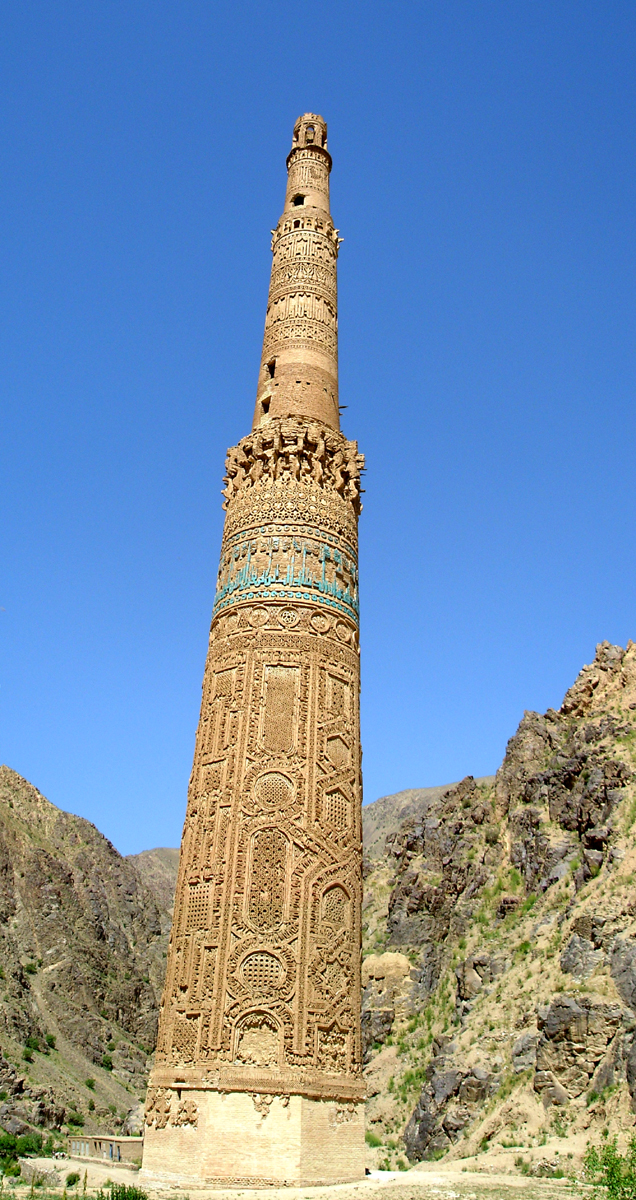
Tháp giáo đường ở Jam ở tỉnh Ghor của Afghanistan (hoàn thành năm 1174/75) – Di sản thế giới UNESCO từ năm 2002
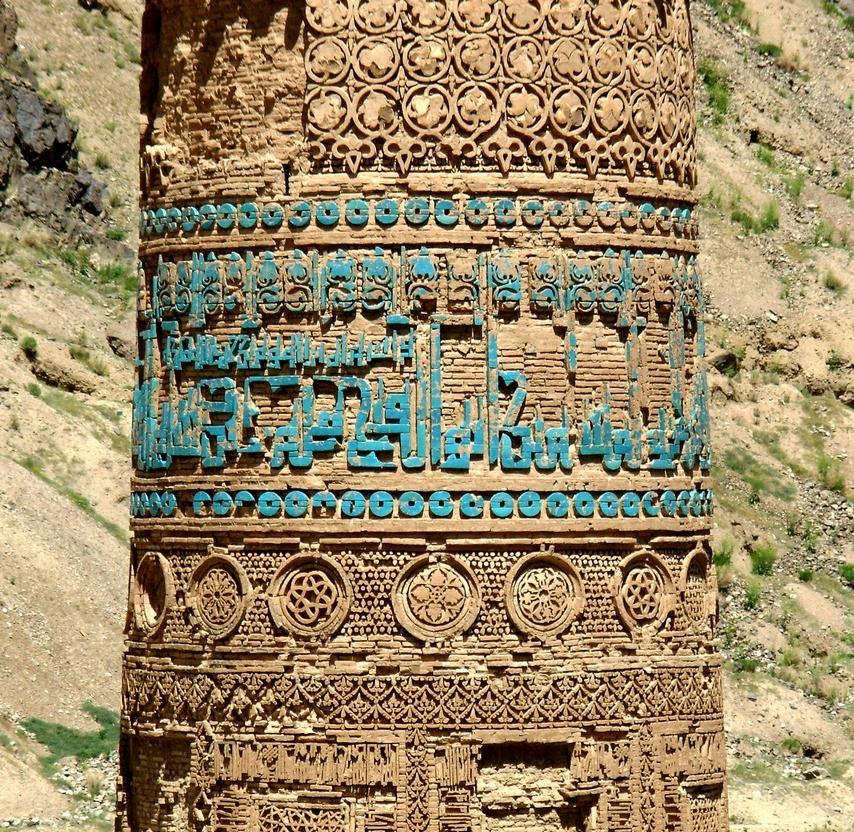
Chữ khắc trên tháp giáo đường của Jam, ghi tước hiệu và tên của Sultan Ghiyath ad-Din Muhammad
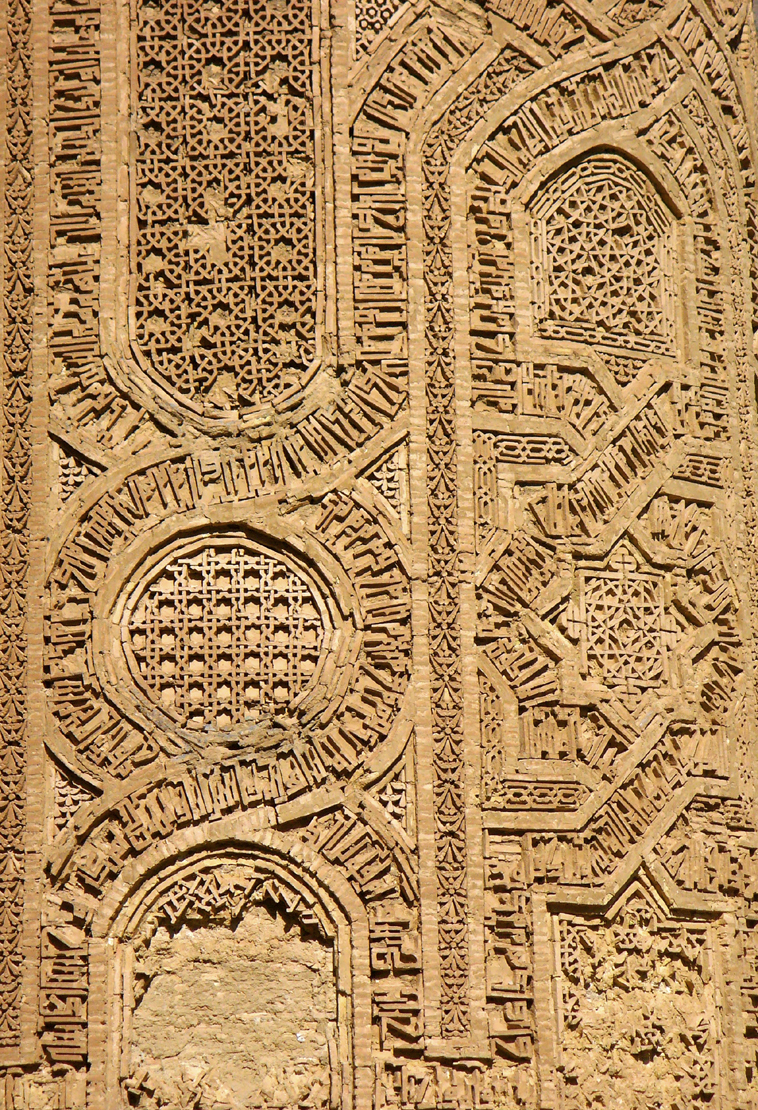
Hoa tiết trang trí trên tháp giáo đường Jam, vẽ Sura thứ 19 của kinh Quran
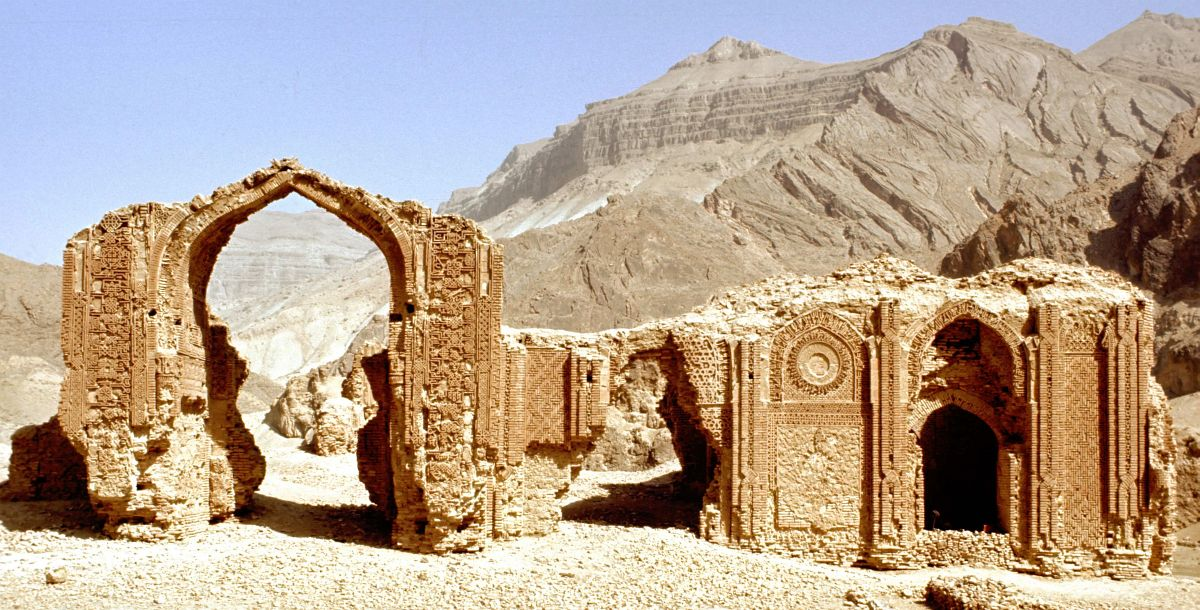
Tàn tích của madrasa Shah-i Mashhad (xây năm 1176)